# Costa Palmer
|  |

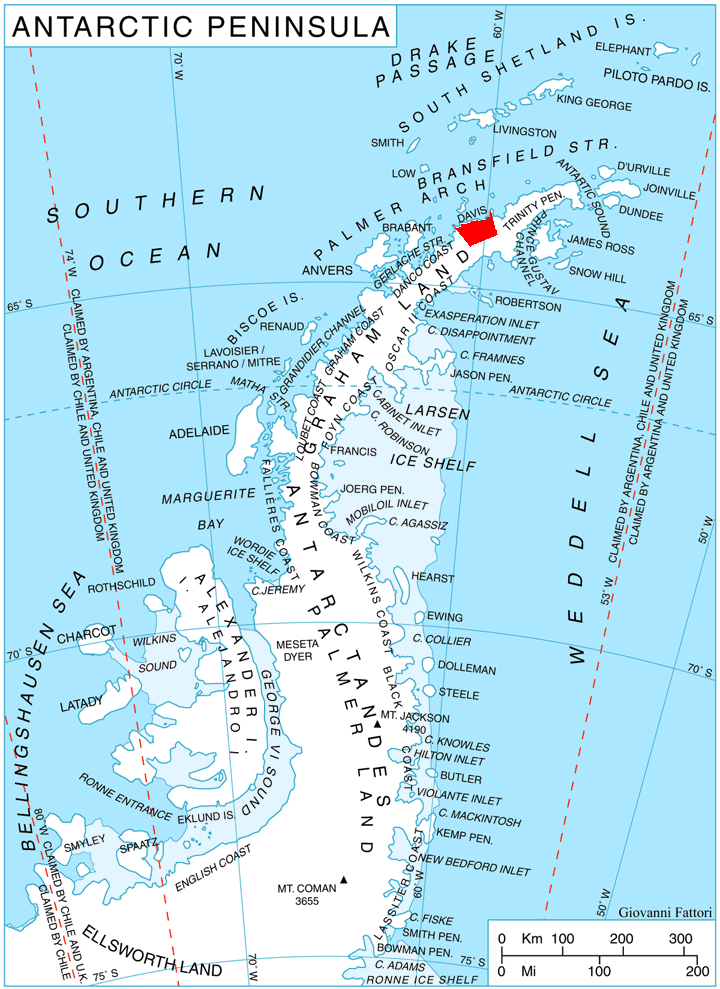
Localización de la costa Davis.

La costa Palmer de Palmer o costa Davis (del inglés: 'Davis Coast') es la porción de la costa oeste de la península Antártica, entre el cabo Sterneck (o Herschel, a 64°04′S 61°02′O / -64.067, -61.033), que la separa de la costa Danco, y el cabo Kjellman (63°43′S 59°24′O / -63.717, -59.400).
En las toponimias que siguen a la del Reino Unido la bahía Charcot no forma parte de la península Trinidad (o Luis Felipe), por lo que esta península es colindante con la costa Palmer. En otras toponimias como las de Chile y Estados Unidos esa península comienza en el cabo Kater (63°46′S 59°54′O / -63.767, -59.900) dentro de la costa Palmer. 
Fue nombrada por el «Comité Consultivo sobre Nombres Antárticos» (Advisory Committee on Antarctic Names, US-ACAN) en reconocimiento del capitán John Davis, el foquero inglés que capitaneaba el barco estadounidense Cecilia, que afirmaba haber hecho el primer desembarco del que se tiene constancia por primera vez en el continente de la Antártida, en la bahía de Hughes, en esta costa, el 7 de febrero de 1821.

## Reclamaciones territoriales
Argentina incluye a la costa Palmer en el departamento Antártida Argentina dentro de la provincia de Tierra del Fuego, Antártida e Islas del Atlántico Sur; para Chile forma parte de la comuna Antártica de la provincia Antártica Chilena dentro de la Región de Magallanes y de la Antártica Chilena; y para el Reino Unido integra el Territorio Antártico Británico. Las tres reclamaciones están restringidas por los términos del Tratado Antártico.
Nomenclatura de los países reclamantes:
- Argentina: costa Palmer
- Chile: Costa de Palmer
- Reino Unido: Davis Coast